# Los heraldos negros
Los heraldos negros es el título de un libro de poemas escrito por el poeta peruano César Vallejo entre 1915 y 1918, y publicado por primera vez en julio de 1919 (aunque con fecha de 1918). Fue el primer libro publicado por Vallejo y en él evidencia su evolución desde un modernismo decadentista, hasta la creación de una poética sumamente personal. Los heraldos negros es también el título del poema liminar o que sirve de introducción al libro.

## Contexto literario
A principios del siglo XX las letras hispanoamericanas se hallaban todavía bajo el influjo del modernismo cuyos máximos representantes eran Rubén Darío (su figura cumbre), José Santos Chocano, Leopoldo Lugones, entre otros, todos ellos naturalmente conocidos y releídos por Vallejo. En aquellos años de la gestación de Los heraldos negros (1915-1918), Vallejo formaba parte de un grupo literario y amical en Trujillo que se llamó "La bohemia trujillana" (luego Grupo Norte) y compartió amistad con José Eulogio Garrido y Antenor Orrego, ambos muy informados de la actualidad literaria. Fue gracias a estas relaciones que Vallejo pudo conocer la poesía de Julio Herrera y Reissig, el modernista uruguayo quien fue otra de sus grandes influencias, así como la de otros autores hispanoamericanos y europeos. A fines de 1917 se trasladó a Lima donde se vinculó con escritores e intelectuales como Abraham Valdelomar y su grupo Colónida (posmodernista); conoció también al gran literato Manuel González Prada (ya en vísperas de expirar), y al gran poeta simbolista José María Eguren, todavía marginal. Este marco literario signó al Vallejo de aquellos años, “pero él traía algo propio y peculiar: su lenguaje castizo, arcaizante y ternuroso, propio de las gentes de su provincia, Santiago de Chuco; una gran seguridad en su arte; el íntimo convencimiento de que la literatura en general, y la poesía en particular, son formas de tradición, pero al mismo tiempo de ruptura porque todo buen lector busca la continuidad, pero también la variación.” (Marco Martos).

## Publicación

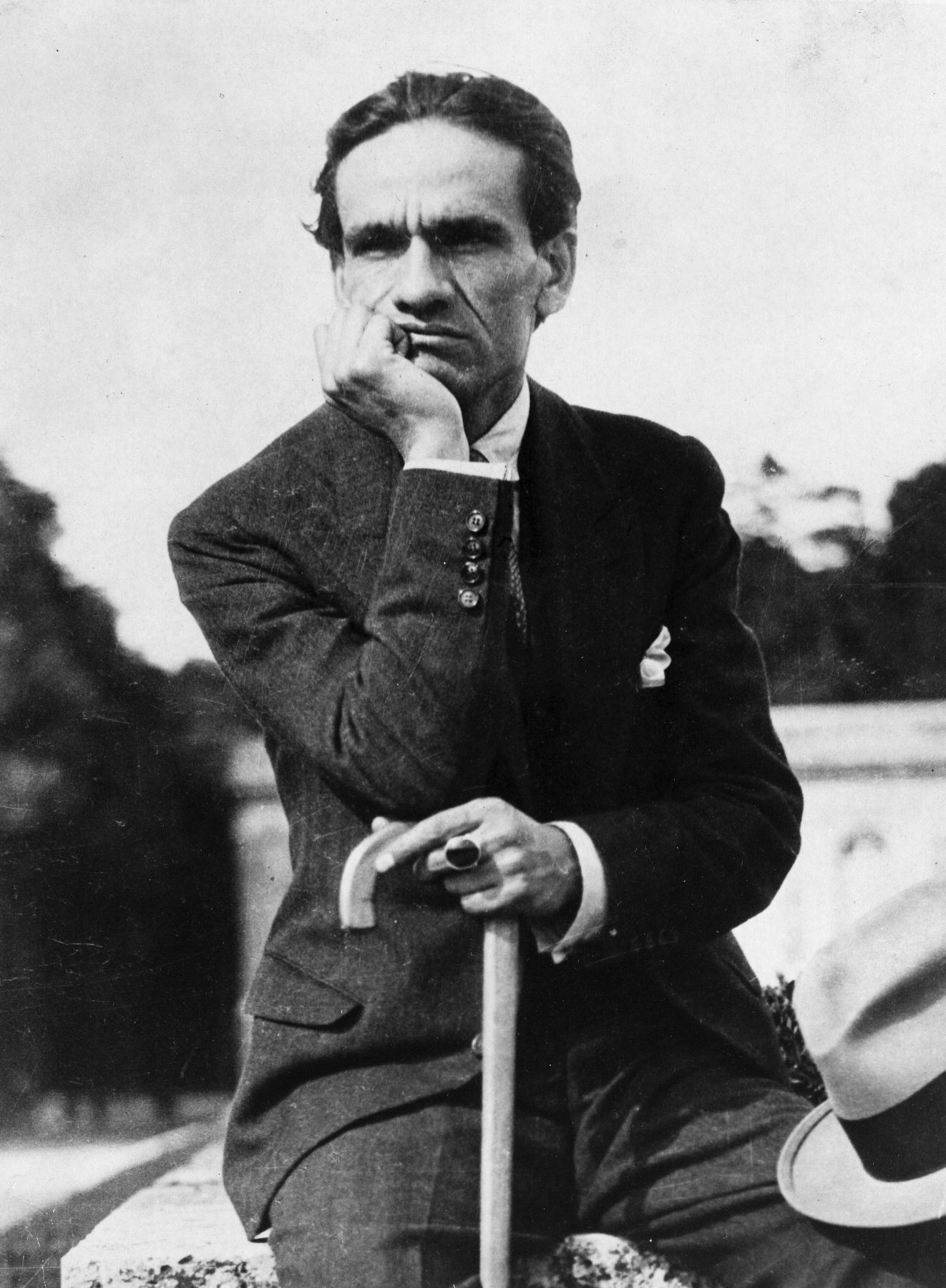
César Vallejo en 1929.

Los heraldos negros fue impreso en los talleres de la Penitenciaría de Lima. La obra debió aparecer en 1918 tal como está fechada en su portada, pero la demora se debió a que Vallejo esperó vanamente el prólogo que le había prometido escribir su amigo Abraham Valdelomar, quien por alguna razón no pudo cumplir. La obra circuló recién en julio de 1919, en corto tiraje.
En algún momento se dijo que el poemario fue recibido con indiferencia o desdén por la elite intelectual peruana, en especial por la limeña. Lo cual es falso, tal como lo demostró Alcides Spelucín al exhumar los elogios que entonces recibió de parte de Manuel González Prada, José María Eguren, Abraham Valdelomar, Juan Parra del Riego, Antenor Orrego, Luis Góngora y Ezequiel Balarezo Pinillos. En general los críticos resaltaron su tono renovador pues aunque todavía se hallaba bajo el influjo modernista, ya poseía una nueva sensibilidad y una poderosa originalidad que anunciaban a un gran poeta.
Hay que señalar que son pocos los poemas de este libro que datan de 1915 y 1916; la mayoría fueron escritos en el período de 1917-1918. Algunos de ellos aparecieron previamente en periódicos y revistas de Trujillo y Lima, por ejemplo, el notable poema “Ausente”, que apareció en la revista Mundo Limeño, a mediados de 1917.

## Estructura
El libro está compuesto por 64 poemas, incluido el primero, titulado "Los heraldos negros", que le sirve de pórtico. El volumen se divide en seis secciones:
- Plafones ágiles (11 poemas)
- Buzos (4 poemas)
- De la tierra (10 poemas)
- Nostalgias imperiales (8 poemas)
- Truenos (25 poemas)
- Canciones de hogar (5 poemas)

## El poema liminar
El poema liminar o introductorio, que da el nombre al poemario, anuncia los temas y el tono del conjunto. Fue escrito en 1917, cuando Vallejo tenía 25 años. Consta de cuatro cuartetos en donde predominan los versos alejandrinos. Es sin duda la composición más famosa y recitada del poeta.

LOS HERALDOS NEGROS 

Hay golpes en la vida, tan fuertes... ¡Yo no sé!
Golpes como del odio de Dios; como si ante ellos,
la resaca de todo lo sufrido
se empozara en el alma.  ¡Yo no sé! 

Son pocos; pero son. Abren zanjas oscuras
en el rostro más fiero y en el lomo más fuerte.
Serán tal vez los potros de bárbaros atilas;
o los heraldos negros que nos manda la Muerte. 

Son las caídas hondas de los Cristos del alma,
de alguna fe adorable que el Destino blasfema.
Estos golpes sangrientos son las crepitaciones
de algún pan que en la puerta del horno se nos quema. 

Y el hombre. Pobre. ¡Pobre! Vuelve los ojos, como
cuando por sobre el hombro nos llama una palmada;
vuelve los ojos locos, y todo lo vivido
se empoza, como charco de culpa, en la mirada. 

Hay golpes en la vida, tan fuertes. ¡Yo no sé!

Más que un poema de desolación, es un poema sobre la incertidumbre que padece el ser humano cuando le busca un sentido a su existencia. El título es una evocación de los mensajeros de la muerte, los cuales, obviamente, solo pueden anunciar el dolor. El motivo principal del poema gira en torno al dolor humano incompresible e inexpresable, ese dolor que se levanta desde lo más recóndito del ser humano y se hace visible desde el primer verso del poema a través de la imagen de los «golpes»: «Hay golpes en la vida tan fuertes. ¡Yo no sé!.»
De seguido, este dolor tan significativo se equipara, a través de una serie de imágenes sugestivas, con la furia divina, con bárbaros devastadores, con los heraldos negros. Sin lugar a dudas, el sentimiento predominante en el poema es el dolor, que se asemeja a una caída, por eso la imagen de un pozo donde se acumulan el sufrimiento y la culpa. Pero ¿de dónde sale ese dolor? De Dios o del destino, no importa la respuesta, pues el ser humano no puede comprender su origen. De ahí que en la cuarta estrofa se presente la imagen de los «ojos locos» que se vuelven para mirar lo irremediable e incomprensible. El alma es el pozo donde queda el dolor y la mirada es el lugar donde ese dolor se ha vuelto culpa.
Vallejo, en este poema, busca la razón de ser del dolor que, a cada instante, ahoga la existencia del ser humano. Y llega a la conclusión de que no hay una respuesta al dilema existencial. El poema revela este círculo vicioso desde su estructura misma. En concreto, podrían resumirse las ideas fundamentales de este poema por medio de tres puntos:
- La existencia del ser humano conlleva el hecho de tener que sufrir  acontecimientos dolorosos que, aunque son pocos, dejan una huella indeleble en todas las personas, incluso en aquellas cuyo ánimo es más fuerte para soportar las adversidades.
- Estas adversidades que debemos soportar los seres humanos se relacionan con el odio de Dios, la destrucción sin medida, el augurio de la muerte y la decepción de las creencias religiosas y la consecuente pérdida de la fe.
- Ante esto, el ser humano no encuentra ningún consuelo, pues lo vivido no sirve ni de excusa ni de paliativo para lograr afrontar la adversidad.

En conclusión, «Los heraldos negros» es un poema en que el dilema humano se presenta en toda su magnitud y en que el sentido de la existencia del ser humano es cuestionado brutalmente por el asomo de la duda, la desesperanza y el sinsentido.

## Análisis del libro
Los heraldos negros se sitúa en una etapa relativamente temprana de la producción de César Vallejo. De hecho, este poemario se presenta como una evolución, ya que varios poemas aparecen todavía marcados por la huella del modernismo y ceñidos bajo las formas métricas y estróficas clásicas, mientras que otros aparecen ya más cercanos al lenguaje personal del poeta y en formas más liberadas. Algunos poemas son de evocación hacia lo nativo o indígena (la tierra y la gente), pero abarca también muchos de los temas que serán recurrentes en la obra del poeta: el destino del hombre, la muerte, el dolor, la conciencia de orfandad, el absurdo, la religión o la culpa, todos ellos tratados por el poeta con un acento muy personal, bajo una mirada cercana al existencialismo.

“Coyné señala que en Los Heraldos Negros predominan dos notas: la rebelión contra la retórica anterior, y el consiguiente uso de ciertas formas antiliterarias (por ejemplo el “Yo no sé”); predominio del elemento afectivo, cubriendo en general toda la obra. Si transformamos el vocablo “afectivo” con el de “humano” (lo más afectivo, después de todo), tendremos caracterizada la mayor parte de la poesía vallejiana”.
Luis Alberto Sánchez: La literatura peruana